# تقنية ألكسندر
تقنية ألكسندر، نسبة إلى الممثل الأسترالي فريدريك ماتياس ألكسندر، هي عملية تعليمية تنمي القدرة على إعادة استقامة الظهر لتجنب التوتر العضلي والنفسي الزائد. رأى ألكسندر أن  وعي الشخص بنفسه قد يكون غير دقيق، مما يؤدي إلى زيادة التوتر في حالات عدم تناسق أجزاء الجسم عند الوقوف أو الجلوس، واتخاذ وضعية خاطئة للرأس، وعدم المشي أو الجري بصورة جيدة، والاستجابة إلى المؤثرات الخارجية بطريقة مبالغ فيها. وقال أن الذين لا يحسنون استخدام عضلاتهم لا يثقون بمشاعرهم (الإدراك الحسي) عند عمل الأنشطة اليومية أو الاستجابة النفسية للمواقف المختلفة.